# Bernard Hombach
Bernard Hombach Lütkermeier (ur. 12 września 1933 w Krefeld) – niemiecki duchowny rzymskokatolicki, w latach 2003-2010 biskup Granady w Nikaragui. 

## Życiorys
Święcenia prezbiteratu przyjął 28 czerwca 1961 roku. Pracował jako misjonarz w Argentynie, Peru, Nigerii, Wenezueli oraz Nikaragui.
Papież Jan Paweł II mianował go 28 lutego 1995 roku biskupem diecezjalnym Juigalpa, sakrę przyjął 22 kwietnia 1995. 15 grudnia 2003 ogłoszono jego przeniesienie do diecezji Granady. 11 marca 2010 roku Benedykt XVI przyjął jego rezygnację z pełnionego urzędu złożoną ze względu na wiek, wyznaczając jako następcę Jorge Solórzano Péreza, dotychczasowego biskupa Matagalpy.